# اوبن-تیری گوپورو
اوبن-تیری گوپورو (فرانسوی: Aubin-Thierry Goporo‎؛ زادهٔ ۱۵ مهٔ ۱۹۶۸) بازیکن بسکتبال اهل جمهوری آفریقای مرکزی بود. وی در بازی‌های المپیک تابستانی ۱۹۸۸ شرکت کرده‌است.